# Mickelsjön
Mickelsjön är en sjö i Orsa kommun i Dalarna och ingår i Dalälvens huvudavrinningsområde. Sjön har en area på 0,396 kvadratkilometer och ligger 283,9 meter över havet. Sjön avvattnas av vattendraget Idån.

## Delavrinningsområde
Mickelsjön ingår i det delavrinningsområde (679952-145761) som SMHI kallar för Ovan Fjaggbäck. Medelhöjden är 313 meter över havet och ytan är 3,94 kvadratkilometer. Det finns inga avrinningsområden uppströms utan avrinningsområdet är högsta punkten. Idån som avvattnar avrinningsområdet har biflödesordning 3, vilket innebär att vattnet flödar genom totalt 3 vattendrag innan det når havet efter 389 kilometer. Avrinningsområdet består mestadels av skog (86 procent). Avrinningsområdet har 0,45 kvadratkilometer vattenytor vilket ger det en sjöprocent på 11,3 procent.